# The Lady of Shalott (film 1915)
The Lady of Shalott è un cortometraggio muto del 1915 diretto da C.J. Williams.

## Produzione
Il film fu prodotto dalla Vitagraph Company of America.

## Distribuzione
Distribuito dalla General Film Company, il film - un cortometraggio in una bobina - uscì nelle sale cinematografiche statunitensi il 26 marzo 1915.
Copia della pellicola viene conservata negli archivi dell'International Museum of Photography and Film at George Eastman House.